# Nkroful

Nkroful är en ort nära Axim i Ghana. Den ligger omkring fem kilometer in i landet från kustmotorvägen. Nkroful är administrativ huvudort för distriktet Ellembelle i Västregionen, och hade 3 421 invånare vid folkräkningen 2010.
Orten är mest känd som födelseplatsen för Kwame Nkrumah, det självständiga Ghanas första president. Efter hans död år 1972 blev han begravd på orten, men efter en tid blev han flyttad till Accra. Hans första gravplats och monument står bevarat och är en turistattraktion.
Det lokala språket är nzema, men fante och engelska talas också.